# (4319) Jackierobinson
(4319) Jackierobinson (1981 ER14) – planetoida z pasa głównego asteroid okrążająca Słońce w ciągu 3 lat i 213 dni w średniej odległości 2,34 j.a. Została odkryta 1 marca 1981 roku.